# Svetinci
Svetinci so naselje v Občini Destrnik.